# Boncourt (Eure y Loir)
 Boncourt  es una población y comuna francesa, en la región de  Centro, departamento de Eure y Loir, en el distrito de Dreux y cantón de Anet.

## Demografía
| 136 | 132 | 145 | 124 | 191 | 239 |
| Para los censos de 1962 a 1999 la población legal corresponde a la población sin duplicidades (Fuente: INSEE [Consultar]) |     |     |     |     |     |